# Eva-Marie Liffner
Eva-Marie Liffner, née le 26 septembre 1957 à Göteborg, en Suède, est une romancière et journaliste suédoise.

## Biographie
Eva-Marie Liffner naît à Göteborg en 1957. Elle étudie l'histoire des idées, la littérature et l'archéologie et obtient un diplôme de journalisme. Elle travaille ensuite pour le magazine Göteborgs-Tidningen.
Elle publie en 2001 son premier roman, l'ésotérique et intrigant Chambre noire (Camera), qui remporte notamment le prix Poloni (sv) et la Hache de silex (sv) en Suède. En fouillant dans les souvenirs de son oncle, une jeune photographe suédoise découvre d'étranges clichés qui vont l'amener à des souvenirs datant de l'époque du Londres d'Édouard VII dans une histoire qui évoque le spiritisme, l'usage de la photographie et les travaux de la société théosophique.
En 2003 sort Imago, son second roman, qui est nommé pour le prix August la même année. Ce récit narre l'enquête d'une historienne amateur sur la découverte en 1938 du corps conservé d'un homme des tourbières, ancien soldat de la guerre des Duchés, et de la disparition inexpliquée de l'un des enquêteurs de l'époque. Elle reçoit pour ce roman une bourse de l'académie suédoise. Elle poursuit sa carrière avec Le Rêveur et la Peine (Drömmaren och sorgen) en 2006 et Larmes (Lacrimosa) en 2011, nommé au grand prix de littérature du Conseil nordique en 2012 et à nouveau en liste pour le prix August.

## Œuvre
- Camera (2001) Publié en français sous le titre Chambre noire, traduction de Marie Ollivier-Caudray et Esther Sermage, Paris, Payot & Rivages, coll. « Thriller », 2007, réédition coll. « Rivages/Noir » no 761, 2010
- Imago (2003) Publié en français sous le titre Imago, traduction de Catherine Renaud, Paris, Payot & Rivages, coll. « Thriller », 2010
- Drömmaren och sorgen (2006) Publié en français sous le titre Le Rêveur et la Peine, traduction de Marie Ollivier-Caudray et Esther Sermage, Paris, Payot & Rivages, coll. « Thriller », 2012
- Lacrimosa (2011) Publié en français sous le titre Larmes, traduction de Régis Boyer, Paris, Payot & Rivages, 2014
- Blåst! (2016)

## Prix et distinctions notables
- Diplôme du débutant remis par l'académie suédoise du roman policier en 2001 pour Chambre noire (Camera).
- Prix Poloni (sv) en 2001 pour Chambre noire (Camera)[1].
- Hache de silex (sv) en 2001 pour Chambre noire (Camera)[2].
- Nomination au prix August en 2003 pour Imago.
- Nomination au prix August en 2011 pour Larmes (Lacrimosa).
- Prix Ole et Ann-Marie Söderströms de l'académie suédoise en 2011 pour Larmes (Lacrimosa)[3].
- Nomination au grand prix de littérature du Conseil nordique en 2012 pour Larmes (Lacrimosa).
- Prix littéraire du Göteborgs-Posten en 2012 pour Larmes (Lacrimosa)[4].